# Helli Stehle
Helene Louise "Helli" Stehle (Basilea, 6 de diciembre de 1907 – Basilea, 27 de agosto de 2017) fue una actriz y presentadora de radio suiza.

## Biografía
Stehle empezó su carrera en Suiza como actriz de teatro. Posteriormente, empezó a trabajar en la radio, interpretando y dirigiendo obras de teatro y recitando poesía para la emisora de radio estatal Radiostudio Basel, en su Basilea natal. En 1939, se convirtió en la primera presentadora de noticias de Suiza. Nunca se casó ni tuvo hijos porque, en aquella época, sólo las mujeres solteras podían trabajar en empleos estatales. Se convirtió en la primera locutora de Radio Beromünster.
Murió el 28 de agosto de 2017, con 109 años, convirtiéndose en la persona más longeva de Suiza.